# Kapelle Alter Herrgott

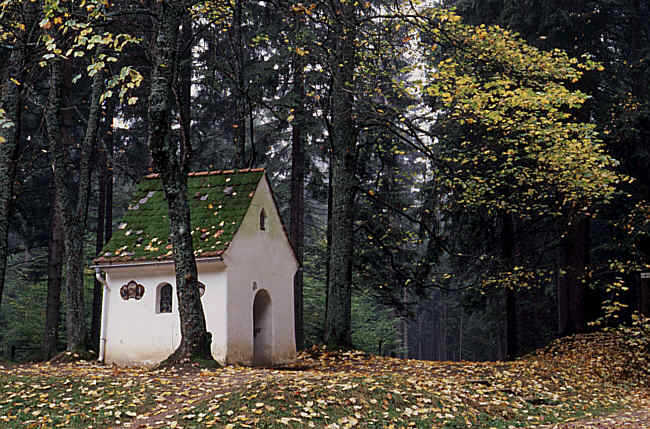
Waldkapelle „Alter Herrgott“

Die Kapelle Alter Herrgott im Egerer Wald südlich von Bad Neualbenreuth im Landkreis Tirschenreuth stammt aus dem 17. Jahrhundert. Sie steht an einer Wegkreuzung und soll im Jahr 1676 durch Capitän-Leutenant Magnus Bartls nach einem Gelübde erbaut worden sein. Dies ist nachzulesen auf einem Votivbild im Inneren der Kapelle.
Der Sage nach hatte Bartls sich in der Wildnis verirrt. Beim Hereinbrechen der Nacht schlug er sein Lager auf, um am nächsten Tag weiterzuziehen. Als er einschlief, hatte er einen Traum, in dem sein Anwesen samt seiner Familie von einem Brand heimgesucht wurde. In seiner Not rief er den „alten Herrgott“ an und gelobte den Bau einer Kapelle, wenn dieser ihn aus dem Wald herausführe.
Daraufhin sei ihm ein weißer Hirsch mit einem Licht im Geweih erschienen, der ihn aus dem Wald geführt habe.